# Liberty Professionals Accra F.C.
Liberty Professionals Accra F.C. je ghanský fotbalový klub, který sídlí v hlavním městě Ghany Accra. Byl založen v roce 1996 obchodníky Felixem Ansongem a Alhaji Sly Tettehem. Jeho stadion Carl Reindorf Park se nachází ve čtvrti Dansoman, má kapacitu 2 000 lidí a je pojmenován po anglicko-ghanském spisovateli Carlu Reindorfovi. Klub má mládežnické akademie ve třech zemích: Keňa, Togo a Ghana. Hraje nejvyšší ghanskou soutěž Ghana Premier League.

Odchovanci
Michael Essien
Emmanuel Antwi
Daniel Agyei
William Amamoo
John Paintsil
Derek Boateng
Anthony Obodai
Sulley Muntari
Kwadwo Asamoah
Asamoah Gyan
Mohammed Rabiu